# Saison 2 de Diriliş: Ertuğrul
Chronologie
Saison 1 Saison 3
Cet article présente le guide de la deuxième saison de la série télévisée turque Diriliş: Ertuğrul.

## Distribution

### Acteurs principaux
- Engin Altan Düzyatan : Ertuğrul Bey
- Uğur Güneş : Tuğtekin Bey
- Hülya Korel Darcan : Hayme Hatun
- Esra Bilgiç : Halime Hatun
- Barış Bağcı : Bayju Noyan
- Cengiz Coşkun : Turgut Alp
- Cavit Çetin Güner : Doğan Alp
- Nurettin Sönmez : Bamsı Beyrek

### Acteurs récurrents
- Hüseyin Özay : Korkut Bey
- Didem Balçın : Selçan Hatun
- Kaan Taşaner : Gündoğdu Bey
- Ayberk Pekcan : Artuk Bey
- Osman Soykut : Ibn Arabi
- Kaptan Gürman : Geyikli
- Gökhan Karacık : Derviş Ishak
- Celal Al Nebioğlu : Abdurrahman Alp
- Edip Zeydan : Dumrul Alp
- Gökhan Oskay : Kaya Alp
- Melih Özdoğan : Samsa Alp
- Attila Kiliç : Bogaç Alp
- Burcu Kıratlı : Gökçe Hatun
- Çaglar Yigitogullari : Ulu Bilge Şaman
- Arda Öziri : Göktuğ Alp
- Bogaçhan Talha Peker : Turalı Alp
- Evrim Solmaz : Aytolun Hatun
- Zeynep Kiziltan : Goncagül Hatun
- Sezgin Erdemir : Sungurtekin Bey
- Mehmet Çevik : Deli Demir
- Muharrem Özcan : Tangut
- Ezgi Esma Kürklü : Banu Çiçek Hatun
- Mehmet Polat : Gümüstekin Bey
- Evren Erler : Kocabaş Alp

### Invités
- Serdar Gökhan : Suleyman Shah
- Arda Anarat : Dündar Bey jeune
- Burak Temiz : Şehzade Yiğit
- Murat Garipağaoğlu : Emir Sa'd al-Din Köpek (en)

## Résumé de la saison
Les Kayı, installés à Erzurum, cherchent refuge auprès des Dodurga après que les Mongols, menés par Bayju Noyan, massacrent la moitié de leur tribu. Cela conduit Ertuğrul face à Tuğtekin Bey, son cousin, qui est jaloux de lui avec Gündoğdu Bey à nouveau qui est induit en erreur par la grande menace au sein de la Dodurga; Aytolun Hatun et son frère Gümüştekin Bey. Aytolun a épousé le père de Tuğtekin, Korkut Bey, afin qu'elle puisse aider Gümüştekin à devenir le margrave de toutes les tribus turkmènes avec l'aide de l'émir Sa'd al-Din Köpek (en) après avoir tué Korkut. Seule Selçan Hatun est consciente de cette menace et tente constamment d'avertir Gündoğdu, qui l'ignore pour ses méfaits dans le passé. Parallèlement à ces stratagèmes, Kocabaş Alp, l'alpage de Tuğtekin qui travaille pour Baycu Noyan, retourne Tuğtekin contre Ertuğrul, aggravant leur relation, mais est ensuite tué par Ertuğrul et ses relations avec Tuğtekin s'améliorent progressivement. Aytolun et Gümüştekin sont tués après que leur trahison ait été capturée lorsque les paroles de Selcan sont écoutées et Korkut est tué. Noyan est censé être tué par Ertuğrul après la mort de Tuğtekin et la tribu est divisée entre 1 000 migrant vers Ahlat avec Gündoğdu et 400 migrant vers l'Anatolie occidentale avec Ertuğrul.

## Épisodes
1. Nous ne donnons pas un sol mélangé (Bir Karış Toprak Vermeyiz)[2]
2. Nous ne nous inclinerons pas (Boyun Eğmeyeceğiz)[3]
3. L'heure de l'union (Birlik Vakti)[4]
4. Héros anticipé (Beklenen Kahraman)[5]
5. Tu n'es pas seul (Yalnız Değilsin)[6]
6. Bon réveil (Kutlu Uyanış)[7]
7. Jour de la résurrection. Première partie (Diriliş Günü. İlk kısım)[8]
8. Jour de la résurrection. Deuxième partie (Diriliş Günü. İkinci kısım)[9]
9. Tu n'es pas seul (Yalnız Değilsin)[10]
10. Feu de résurrection (Diriliş Ateşi)[11]
11. Aube anticipée (Beklenen Şafak)[12]
12. Pour ma nation (Milletim İçin)[13]
13. Le coût de la trahison (İhanetin Bedeli)[14]
14. À tête (Baş Koydum)[15]
15. Il n'y a pas de Dieu (Allah Var Gam Yok)[16]
16. Dans l'ombre du croissant (Hilalin Gölgesinde)[17]
17. Conquête propice (Kutlu Fetih)[18]
18. Honneur de la victoire (Zaferin Şerefi)[19]
19. L'expédition est notre victoire appartient à Allah (Sefer Bizim Zafer Allah'ındır)[20]
20. Guerre de la vérité et du faux (Hak ile Batılın Savaşı)[21]
21. Voix de droite (Hakkın Sesi)[22]
22. Feu de conquête (Fetih Ateşi)[23]
23. Jeu sale (Kirli Oyun)[24]
24. Le grand défi (Büyük Mücadele)[25]
25. Nous ne donnerons pas l'opportunité (Fırsat Vermeyeceğiz)[26]
26. L'heure de la justice (Adalet Vakti)[27]
27. Bonne journée (Kutlu Gün)[28]
28. Route du Conquête (Gaza Yolu)[29]
29. Bon chemin (Hak Yolu)[30]
30. Jeu de justice (Adalet Oyunu)[31]
31. L'avenir de l'État (Devletin İstikbali)[32]
32. Notre chemin (Bizim Yolumuz)[33]
33. État de survie (Devletin Bekası)[34]
34. Lutte bénie. Première partie (Kutlu Mücadele. İlk kısım)[35]
35. Lutte bénie. Deuxième partie (Kutlu Mücadele. İkinci kısım)[36]